# Hans W. Scheicher
Hans Wolfgang Scheicher (* 16. März 1931 in Bergen (Chiemgau); † 8. Oktober 2016 in Marquartstein) war ein deutscher Journalist.

## Leben
Hans Scheicher, Sohn des Forstmeisters Peter Scheicher und Elisabeth Scheicher (geb. Gradl), wuchs in Marquartstein mit seinen Brüdern Fritz und Hermann auf. Er besuchte dort das Landschulheim Marquartstein. 
Nach seiner Pensionierung zog Scheicher aus dem Rhein-Main-Gebiet wieder in den Chiemgau.
Am 8. Oktober 2016 verstarb Scheicher im Alter von 85 Jahren.

### Familie
Hans Scheicher war zweimal verheiratet, hat eine Tochter und einen Sohn aus erster Ehe mit Ursula Scheicher, geb. Zipfel.

## Beruflicher Werdegang
Nach dem Studium ging Hans Scheicher zur Süddeutschen Zeitung und war dort außenpolitischer Redakteur. 1961 ging er nach Washington, D.C., Vereinigte Staaten, zu Peter von Zahn und war dort als Redaktionsleiter für die ARD-Sendung Die Reporter der Windrose berichten tätig. 1964 kehrte Scheicher nach Deutschland zurück und bewarb sich erfolgreich beim ZDF in Wiesbaden, wo er als Redaktionsleiter in den Sendereihen blickpunkt und ZDF-Magazin tätig wurde.
Seine journalistischen Verdienste erwarb er sich nicht nur als Auslandskorrespondent und Leiter des ZDF-Studios in Singapur, welches er mitaufbaute und wo er von 1970 bis 1977 den südostasiatischen Raum abdeckte, sondern auch als Kriegsberichterstatter im damaligen Vietnamkrieg. Nach kurzem Aufenthalt in Deutschland zog es Scheicher 1977 wieder in ein Krisengebiet, diesmal in den Nahen Osten, von wo er als Leiter des ZDF-Studios Beirut regelmäßig berichtete. 
1982 kam er zurück nach Mainz und wurde bis 1985 einer der Moderatoren des heute-journals. Im Oktober 1985 übernahm Scheicher dann den Posten des Leiters des ZDF-Studios in New York von Hanns Joachim Friedrichs und moderierte mit Dieter Kronzucker und später mit Gerd Helbig die Sendung Bilder aus Amerika. 1990 kehrte er wieder nach Deutschland zurück, um dort an der Seite von Petra Gerster kurzzeitig die Co-Moderation der Sendung live aus der Alten Oper in Frankfurt am Main zu übernehmen.
Im April 1991 wechselte Hans Scheicher in den Ruhestand.

## Literarische Werke
- 1991: Mit Gerd Helbig: Leute aus Amerika. Paul List Verlag, München. ISBN 3-471-77883-7.